# Sacristie de Kalvola
La sacristie de Kalvola (en finnois : Kalvolan sakaristo) est une église évangélique-luthérienne située dans la conurbation de Kalvola à Hämeenlinna en Finlande.

## Présentation
La sacristie de Kalvola est une sacristie médiévale en pierre située dans le quartier Kalvola à Hämeenlinna.
La sacristie est bâtie dans le cimetière de l'ancienne municipalité de Kalvola en face de l'église de Kalvola.
La sacristie a probablement été construite entre 1495 et 1505 à côté de l'église en bois qui était sur le site à cette époque,.